# Ковчег «Сакура»
Ковчег «Сакура» (яп. 方舟さくら丸) — роман японського письменника Абе Кобо. Головний герой роману — відлюдник, який, переконавшись, що скоро настане кінець світу, оселяється у занедбаній шахті, а потім намагається продати квитки до свого «ковчега» людям, яких він вважає гідними врятуватися від апокаліпсису. Вперше роман надрукували 1984 року; англійський переклад від Джульєтти Вінтерс Карпентер вийшов у 1988 році.

## Сюжет
Роман починається з того, що головний герой, який називає себе Кротом, вирушає на блошиний ринок, щоб знайти людей, бажаючих жити на його «ковчезі», покинутій шахті, яку він обладнав так, щоб вона витримала ядерний Голокост, який, як він передбачає, неминучий. Його погляд привертає людина, що продає комах, яких називають годинниковими клопами. У продавця комах є два «щилли», або сакури (довірені особи), як їх називають по-японськи, і працюють на нього, один агресивний, імпульсивний молодий чоловік, а інший хитра, але приваблива жінка. Коли Кріт пропонує продавцеві комах квиток на борт власного ковчега, його вкрадають шили. Прогнавши їх пару з ковчега, Кріт і торговець комахами виявляють, що шилди — це не єдині, хто вторгся сюжия: інші невидимі, небажані люди також ходили по темних коридорах. Кріт дозволяє присутність двох шиллів в обмін на їх допомогу у вигнанні зловмисників. Але його фантазія про владу над іншими мешканцями «ковчега» руйнується, коли справи стають складнішими. Оскільки група людей похилого віку, група школярок і група юнаків-свавільних приїжджають, щоб зайняти корпус «ковчега», Крот змушений покинути власне творіння, його святиня розгромлена, а серце розбите жінкою-сакурою, яка відкидає його залицяння.

## Стиль
У своєму огляді роману на сторінках Нью-Йорк Таймс Едмунд Вайт описав Ковчег «Сакура» як омріяну в «найсуворішому розумінні», вихваляючи його обсяг та рівень деталізації роману. Роман глибоко заглиблюється в дивні ідеї та погляди свого оповідача. Але він також служить своєрідним дослідженням сучасного життя в Японії та того, що означає бути ізгоєм.